# Dow Szniper
Dow Szniper (hebr. דוב שניפר; ur. w Staszowie, zm. w sierpniu 1944 w Warszawie) – żydowski działacz ruchu oporu podczas II wojny światowej, uczestnik powstania w getcie warszawskim.

## Życiorys
Podczas II wojny światowej został przesiedlony do getta warszawskiego. Tam jako członek Haszomer Hacair związał się z ruchem oporu i wstąpił do Żydowskiej Organizacji Bojowej.
Podczas powstania w getcie był członkiem jednej z czterech grupa bojowych Haszomer Hacair. W nocy z 8 na 9 maja 1943 wraz z grupą około 30 bojowców został wyprowadzony z getta kanałami przez Kazika Ratajzera. 10 maja grupa wyszła z kanałów przy ulicy Prostej i podstawioną ciężarówką została przewieziona do lasu w Łomiankach pod Warszawą.
Do lipca 1944 walczył w partyzantce w lasach wyszkowskich. Następnie wrócił do Warszawy, gdzie ukrywał się w mieszkaniu przy ulicy Rakowieckiej 24 wraz z Jankiem Bilakiem, Chaną Kryształ-Fryszdorf i Pniną Grynszpan. Po wybuchu powstania warszawskiego właścicielka mieszkania wymówiła im schronienie. Na ulicy zostali złapani przez Niemców i wraz z grupą Polaków zaprowadzeni do siedziby Gestapo w alei Szucha. Pnina i Chana wraz z innymi kobietami zostały zwolnione, natomiast Dow przed budynkiem Gestapo wyciągnął broń i oddał kilka strzałów w stronę Niemców. Wraz z Jankiem Bilakiem został po chwili zabity na miejscu.

## Upamiętnienie
- Nazwisko Dowa Sznipera widnieje na tablicy pamiątkowej umieszczonej przy pomniku Ewakuacji Bojowników Getta Warszawskiego przy ulicy Prostej 51 w Warszawie.